# Ipomoea costellata

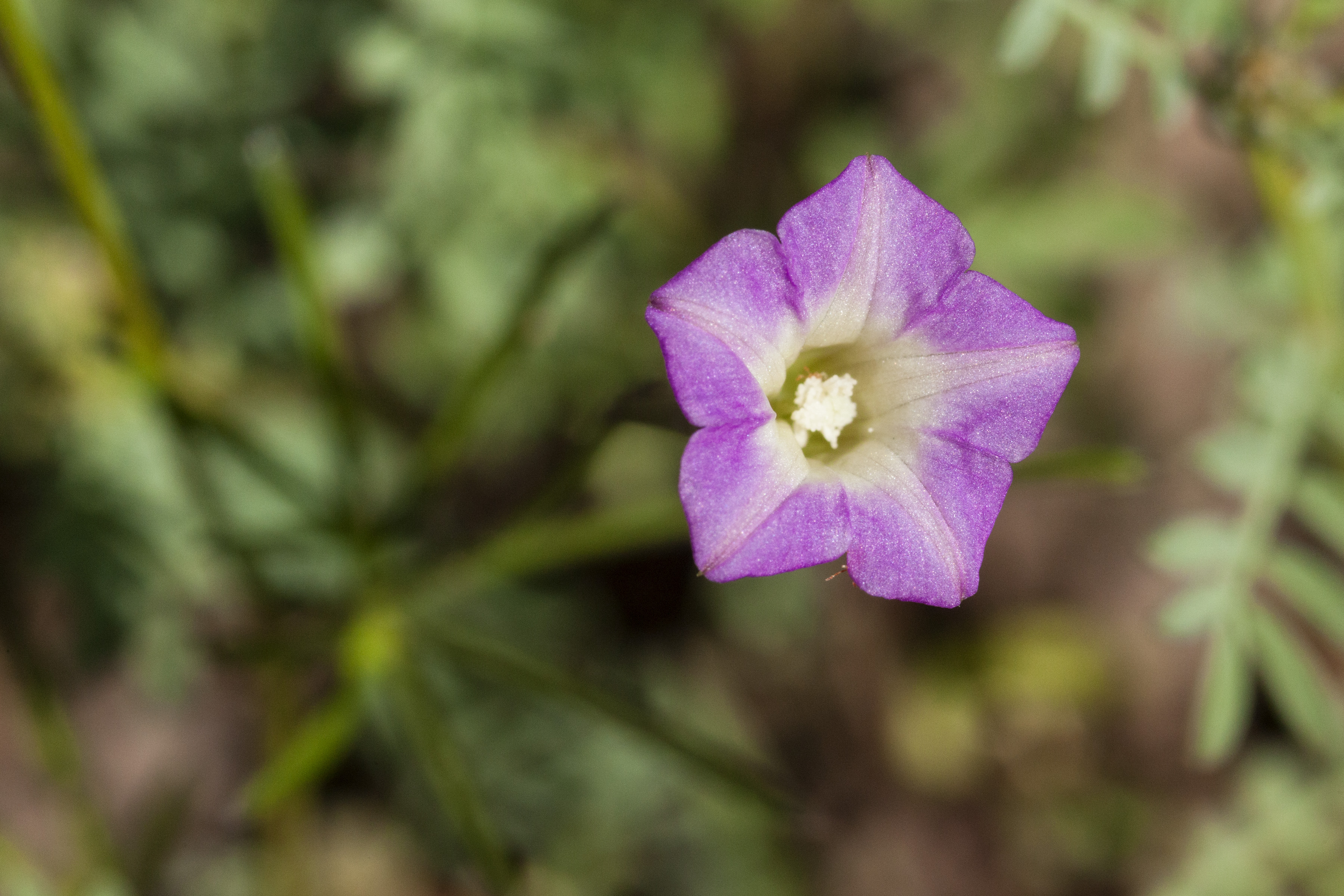
Blüte

Ipomoea costellata ist eine Pflanzenart aus der Gattung der Prunkwinden (Ipomoea) aus der Familie der Windengewächse (Convolvulaceae). Die Art ist in Mittel- und Nordamerika verbreitet.

## Beschreibung
Ipomoea costellata ist eine aufrecht oder aufsteigend wachsende, einjährige Pflanze, größere Exemplare können auch windend wachsen. Sie sind spärlich feinhaarig oder nahezu unbehaart. Die kleinen Laubblätter besitzen kurze Blattstiele, die mit feinen Strichborsten besetzte Blattspreite ist bis nahezu zur Basis in mehrere linealische, ganzrandige oder gelappte Segmente von bis zu 1,5 cm Länge geteilt.
Die Blütenstandsstiele sind fadenförmig, länger als die Laubblätter und tragen eine einzelne Blüte. Die Kelchblätter sind mit etwa 4 mm nahezu gleich lang, linealisch-langgestreckt oder lanzettlich-langgestreckt, zugespitzt, unbehaart und nahezu häutig. Die Krone hat eine Länge von 12 mm, sie ist unbehaart, der Kronsaum ist violett, die Kronröhre weiß gefärbt.
Die Frucht ist eine nahezu kugelförmige Kapsel mit einer Länge von 6 mm. Die Samen sind unbehaart.

## Verbreitung
Die Art ist in Guatemala und Mexiko sowie im Südwesten der USA verbreitet und wächst dort auf strauchigen Ebenen oder Kalksteinhängen in Höhenlagen zwischen 250 und 1500 m.

## Systematik
Innerhalb der Gattung der Prunkwinden (Ipomoea) ist die Art in die Sektion Leptocallis in der Untergattung Quamoclit eingeordnet.
Man kann zwei Varietäten unterscheiden:
- Ipomoea costellata var. costellata: Sie kommt von Arizona bis Texas und Guatemala vor.[2]
- Ipomoea costellata var. edwardsensis O’Kennon & G.L.Nesom: Sie kommt nur im Travis County in Texas vor.[2]

## Belege